# Pikku G

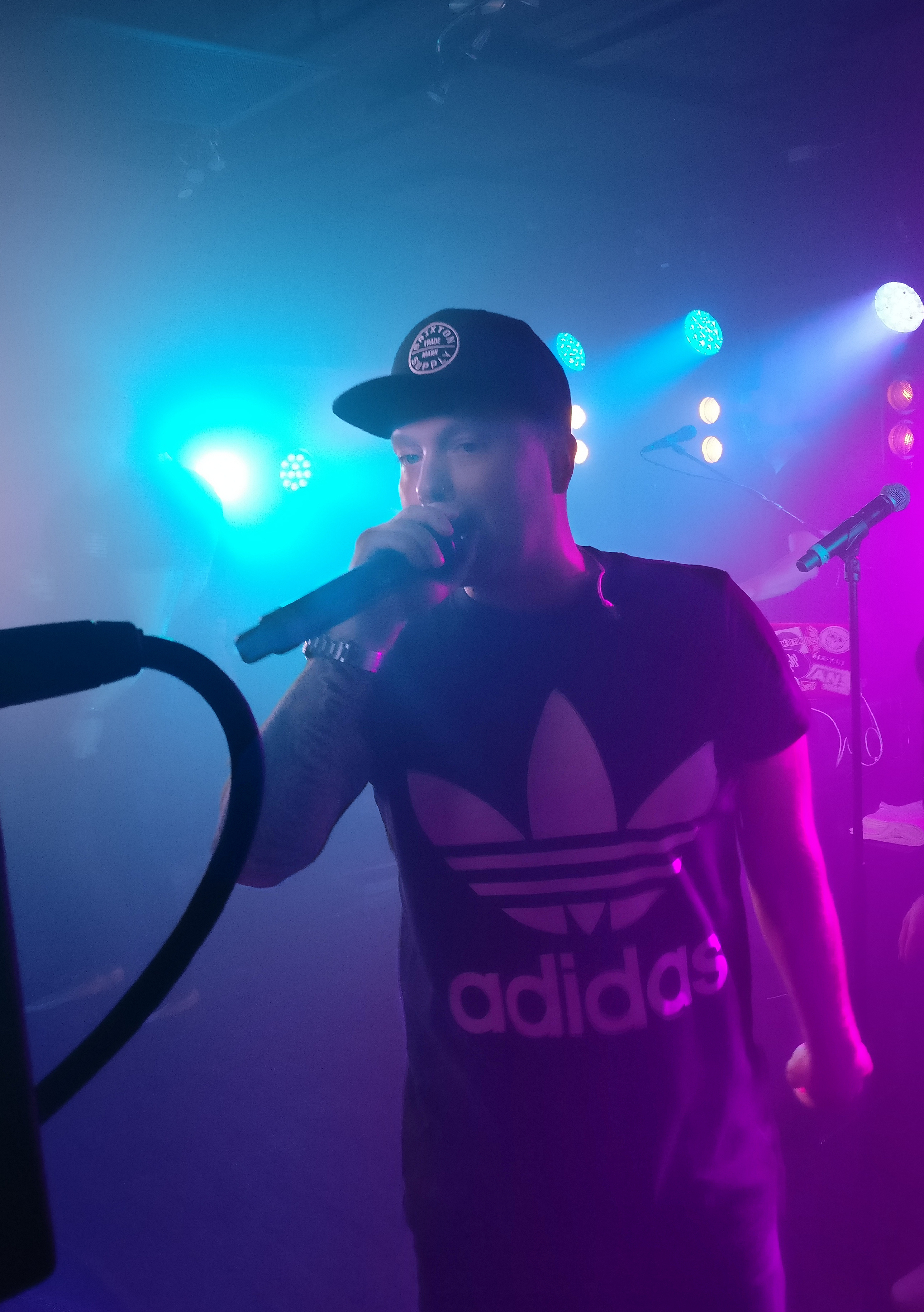
Pikku G bei einem Auftritt (2018)

Henri Vähäkainu (* 9. März 1987 in Nurmijärvi), besser bekannt unter seiner Künstlernamen Pikku G, ist ein finnischer Rapper.

## Karriere
Im Alter von 15 Jahren gewann Vähäkainu einen Wettbewerb der damaligen Radiomafia, ein Radiosender der Yle. Daraufhin erschien sein Debütalbum Räjähdysvaara, welches sich 9 Wochen auf Platz 1 der finnischen Musikcharts halten konnte. Auch sein zweites Album Suora lähetys, welches 2004 erschienen ist, erreichte Platz 1.
Henri Vähäkainu wurde bei den finnischen Parlamentswahlen 2007 auf den Listen der Suomen Keskusta nominiert. Bei den Jugendwahlen während der Parlamentswahlen war Vähäkainu nach Juha Miedo der zweitbeliebteste Kandidat in ganz Finnland. Bei den Parlamentswahlen selbst erhielt er nur 691 Stimmen und wurde somit nicht ins Parlament gewählt.
2011 wurde er zum Geschäftsführer eines finnischen Unternehmens.
Vähäkainu ist Mitglied der Pfingstbewegung.

## Diskografie

### Alben
| Jahr | Titel         | Höchstplatzierung, Gesamtwochen, AuszeichnungChartsChartplatzierungen (Jahr, Titel, Platzierungen, Wochen, Auszeichnungen, Anmerkungen) | Anmerkungen                        |
| Jahr | Titel         | FI | Anmerkungen                        |
| ---- | ------------- | --- | ---------------------------------- |
| 2003 | Räjähdysvaara | FI1 ×3Dreifachplatin · (44 Wo.)FI |                                    |
| 2004 | Suora lähetys | FI1 Platin · (15 Wo.)FI |                                    |
| 2019 | Kilometrit    | FI5 (28 Wo.)FI | Erstveröffentlichung: 29. Mai 2019 |

### Singles
| Jahr | Titel Album                     | Höchstplatzierung, Gesamtwochen, AuszeichnungChartsChartplatzierungen (Jahr, Titel, Album, Platzierungen, Wochen, Auszeichnungen, Anmerkungen) | Anmerkungen                                       |
| Jahr | Titel Album                     | FI | Anmerkungen                                       |
| ---- | ------------------------------- | --- | ------------------------------------------------- |
| 2003 | Shala la la Räjähdysvaara       | FI8 (8 Wo.)FI |                                                   |
| 2003 | Romeo ja Julia Räjähdysvaara    | FI2 (6 Wo.)FI | feat. Sophie                                      |
| 2003 | Me ollaan nuoriso Räjähdysvaara | FI4 (6 Wo.)FI |                                                   |
| 2004 | Kylki kyljessä Suora lähetys    | FI4 (6 Wo.)FI |                                                   |
| 2017 | Solmussa Kilometrit             | FI1 (20 Wo.)FI | Erstveröffentlichung: 1. Dezember 2017 feat. Behm |
| 2018 | Paratiisiin Kilometrit          | FI7 (4 Wo.)FI | Erstveröffentlichung: 21. Juni 2018 feat. Ilta    |
| 2019 | Mitä sulle jää Kilometrit       | FI3 (9 Wo.)FI | Erstveröffentlichung: 1. März 2019 feat. Ilta     |
| 2019 | Pantomiimi Kilometrit           | FI7 (6 Wo.)FI | feat. Jenna Alexa                                 |
| 2025 | Vikaa kertaa –                  | FI35 (… Wo.)FI | Erstveröffentlichung: 9. Mai 2025 feat. Joalin    |

Weitere Singles
- 2004: Valta lapsille
- 2004: Stara
- 2008: Mr. Coolness
- 2008: Mestari on takas
- 2009: Hän on (GodFm feat. Pikku G)
- 2010: Rakastan (Juan Muteniac mit Pikku G)
- 2017: Olmussa
- 2020: Seuraavana lankulla (Arttu Wiskari feat. Pikku G)